# 준강대국

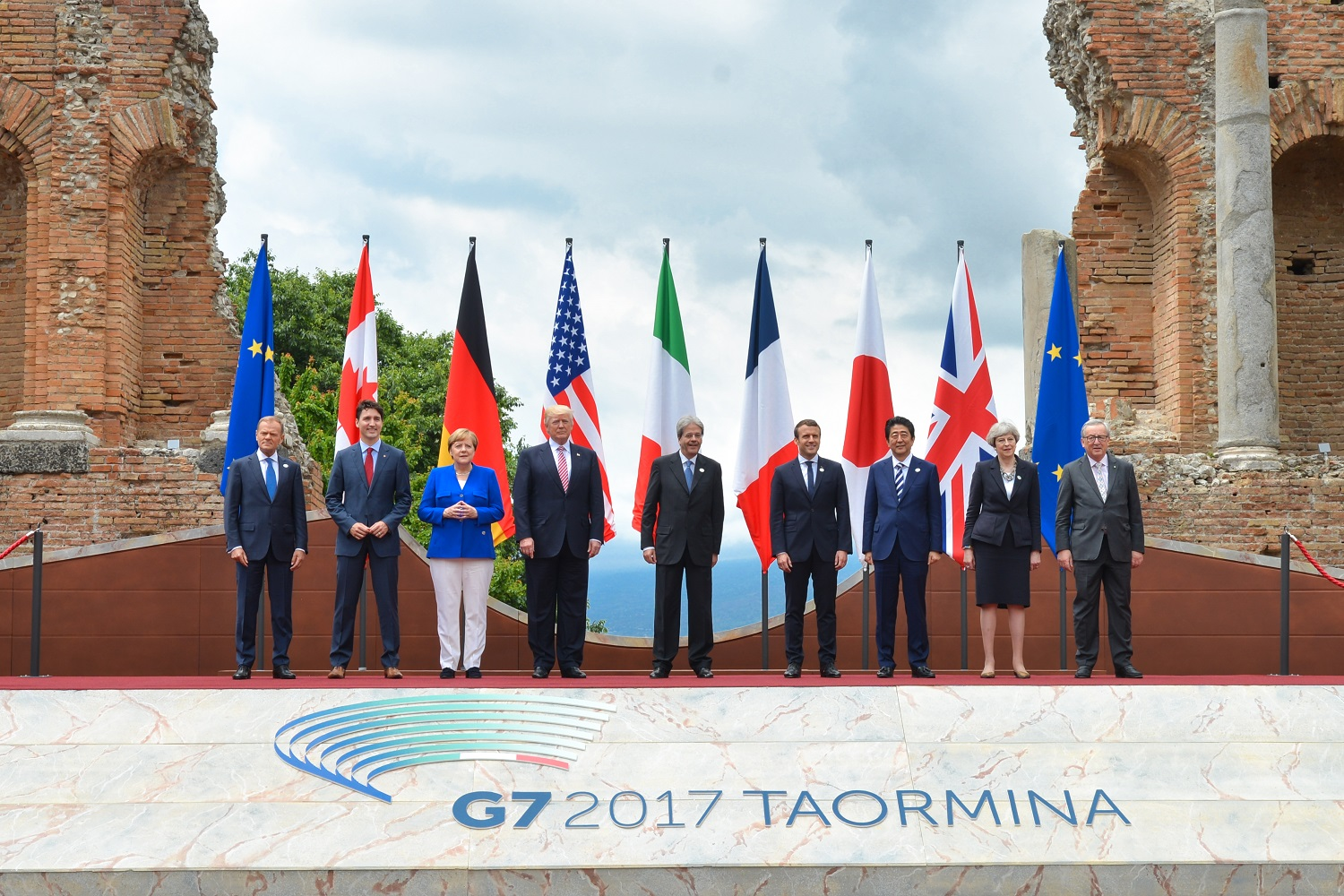
1970년대부터 이어져오는 세계 강대국 모임 G7과 이탈리아의 역사

준강대국(準强大國, quasi-great power)은  강대국과 미들 파워의 사이에 있는 나라를 뜻하는 말로 해외에서는 거의 사용되지 않고 한국의 뉴스 기사 등에 사용되는 말이다.
서구권에서 이탈리아를 '강대국의 최소'라고도 부른다.대한민국의 경우 한국에서는 준강대국이라는 단어를 자주 사용하나 해외에서 대한민국은 강대국으로 분류되고 있다.

## 이탈리아

### 국력
이탈리아는 서양 사회에서 '강대국의 말석'이라는 별명을 안고 있다. 이탈리아는 경제로는 8위권, 군사적으로는 12위권이며, 예술과 문화같은 소프트 파워도 강대국에 속한다. 유럽 연합 트리오(EU Trio), 북대서양 조약 기구 5국(NATO Quint), G7 회원국이라 외교력도 있다.

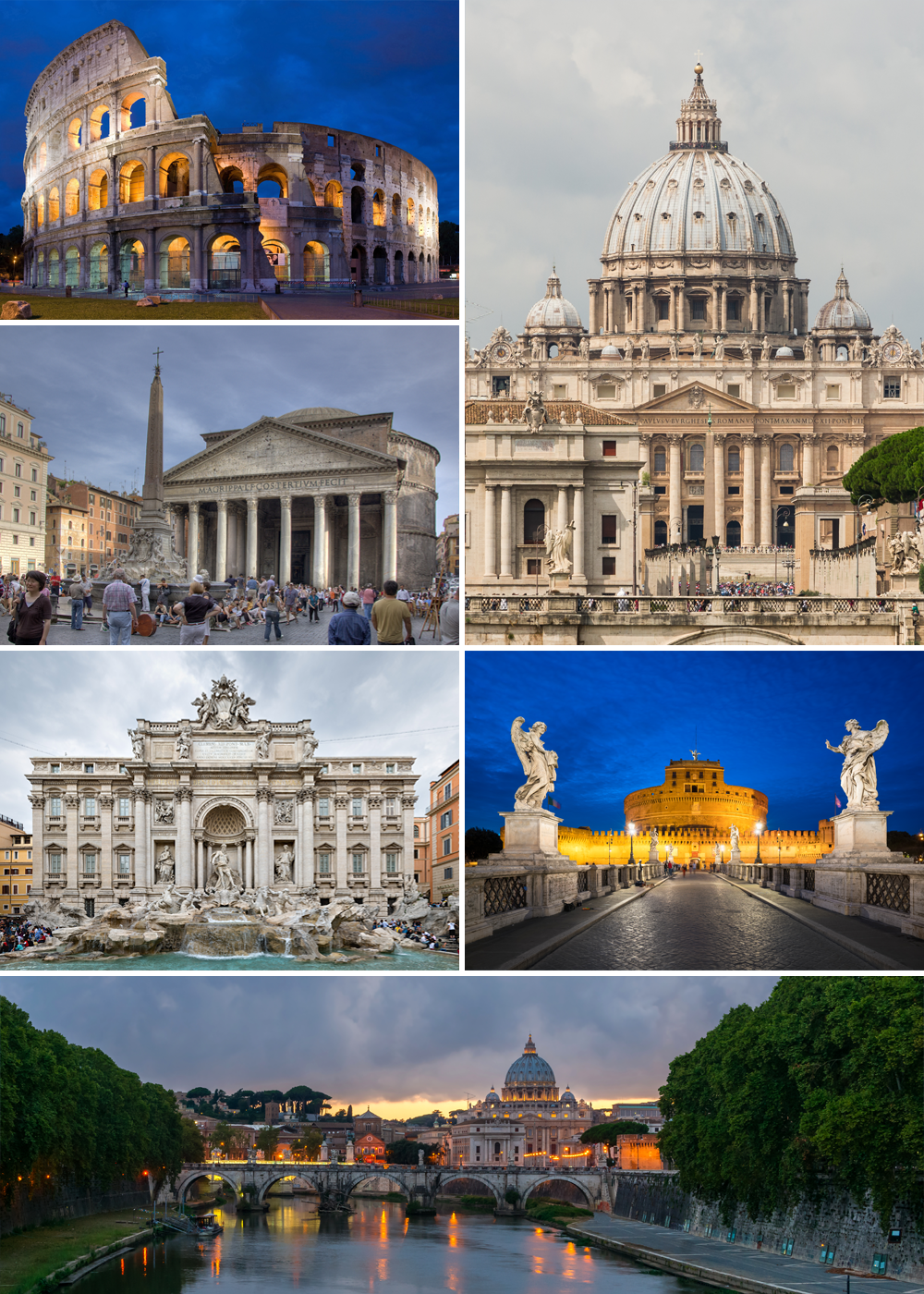
로마는 지금도 이탈리아의 수도로서 중요한 도시로서 기능하며, 살아있는 고대 역사 유적지로서 관광객의 발이 끊이질 않고 있다.

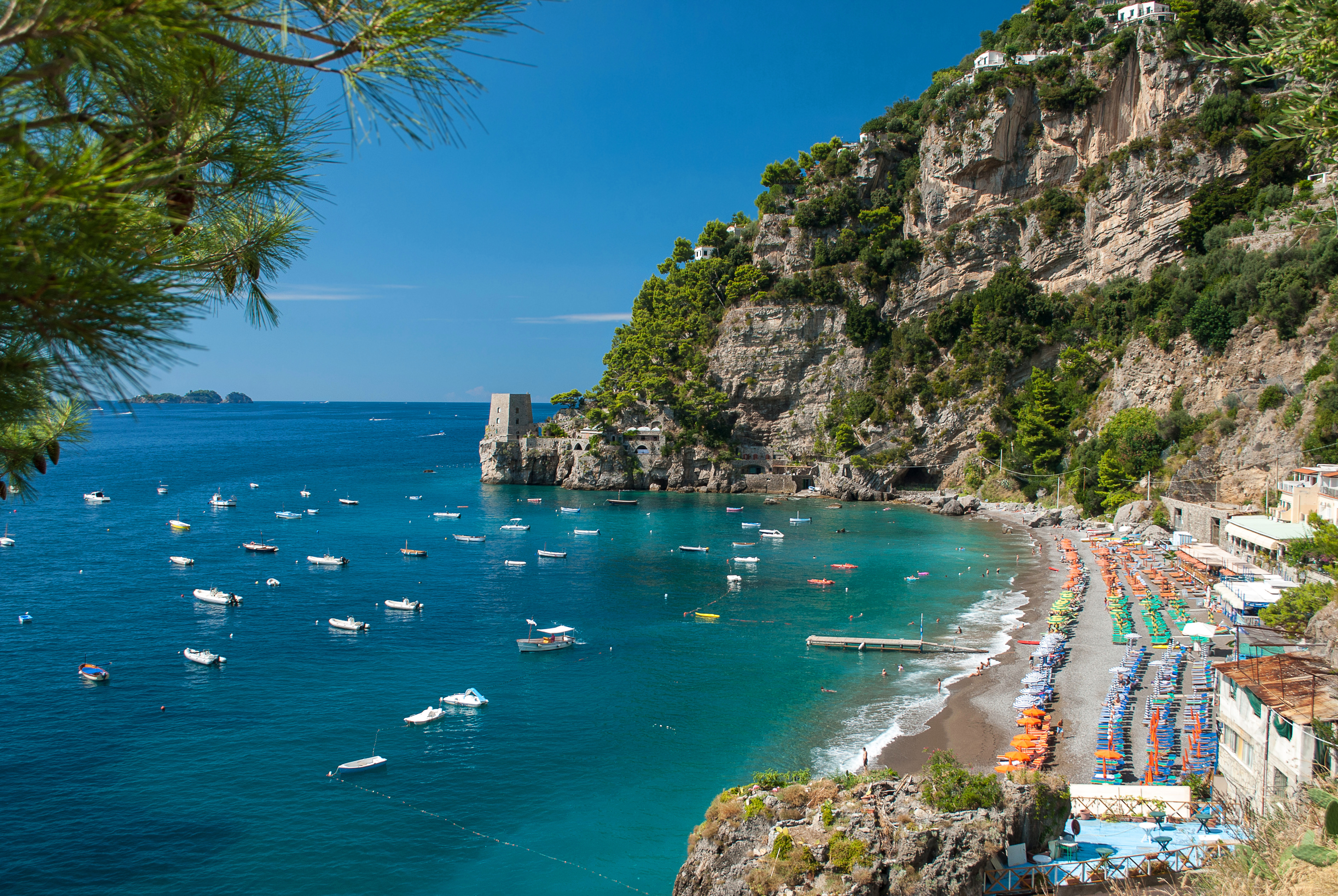
이탈리아 관광지

#### 관광산업 GDP 기여도[7]
이탈리아가 관광업으로 먹고 사는걸로 한국내에 인식이 많지만, 사실 이탈리아는 GDP에 관광 산업은 13%에 불과하며, 세계 3위 경제대국 일본의 7.5%와 유의미한 큰 차이는 안 난다.
| 국가       | GDP 기여도 |
| ---------- | ---------- |
| 마카오     | 72%        |
| 아이슬란드 | 33%        |
| 크로아티아 | 25.1%      |
| 필리핀     | 24.6%      |
| 태국       | 21.9%      |
| 그리스     | 21.2%      |
| 포르투갈   | 19.8%      |
| 모로코     | 18.9%      |
| 뉴질랜드   | 18.3%      |
| 일본       | 7.5%       |
| 대만       | 4.4%       |
| 대한민국   | 2.8%       |

#### 산업[9]
이탈리아는 산업 강국으로도 인정받고 있다.
이탈리아는 유럽 제공기 유로파이터 타이푼 사업에 참여한  영국  독일  이탈리아  스페인 4개 핵심 참여국 중 하나이며, 엔진 생산도 맡을 정도로 정밀 기계 가공 능력도 세계적인 수준이다. 정밀 기계 가공 능력은 항공기와 자동차(Vehicle)에 밀접한 연관이 있는데, 엔진은 정밀하게 쇠를 깎을 수 있는 디테일함에 성능과 신뢰도가 달려 있다. 따라서, 세계 3대 자동차 패권국인  독일,  일본,  미국 중,  독일과  일본이 정밀 기계와 정밀 가공 기술력이 세계에서 제일 독보적인 편이다.  이탈리아,  미국은 그 다음가는 기술력을 갖고 있다. 이탈리아는 '강대국의 말석'이자, '정밀기계공업국의 순위권의 말석'이다. 람보르기니, 페라리로 세계 스포츠카 시장을 리드하는 이탈리아의 원동력이라고 할 수 있다. 그런가 하면 스페인 역시 정밀 기계공업에서 강자다.

#### 경제력
이탈리아는 냉전 중 영국의 GDP를 추월했던 적도 있다.

### 외교력
1848년 리소르지멘토(이탈리아의 통일 사건)로 통일한 이탈리아는 오스트리아, 프로이센, 프랑스, 러시아 및 대영 제국에 의해 "6 대 강국"으로 인정 받았다.
1900년 의화단 운동을 진압한 8개 열강국중에 이탈리아도 껴서, 열강으로서 지위를 세계에 보여주기도 했다.
아민토레 판파니 대통령은 쿠바 미사일 위기 당시, Saturn 미사일을 없애서 미국과 소련간의 갈등을 화해시키려고 노력하는 노력을 보였다.

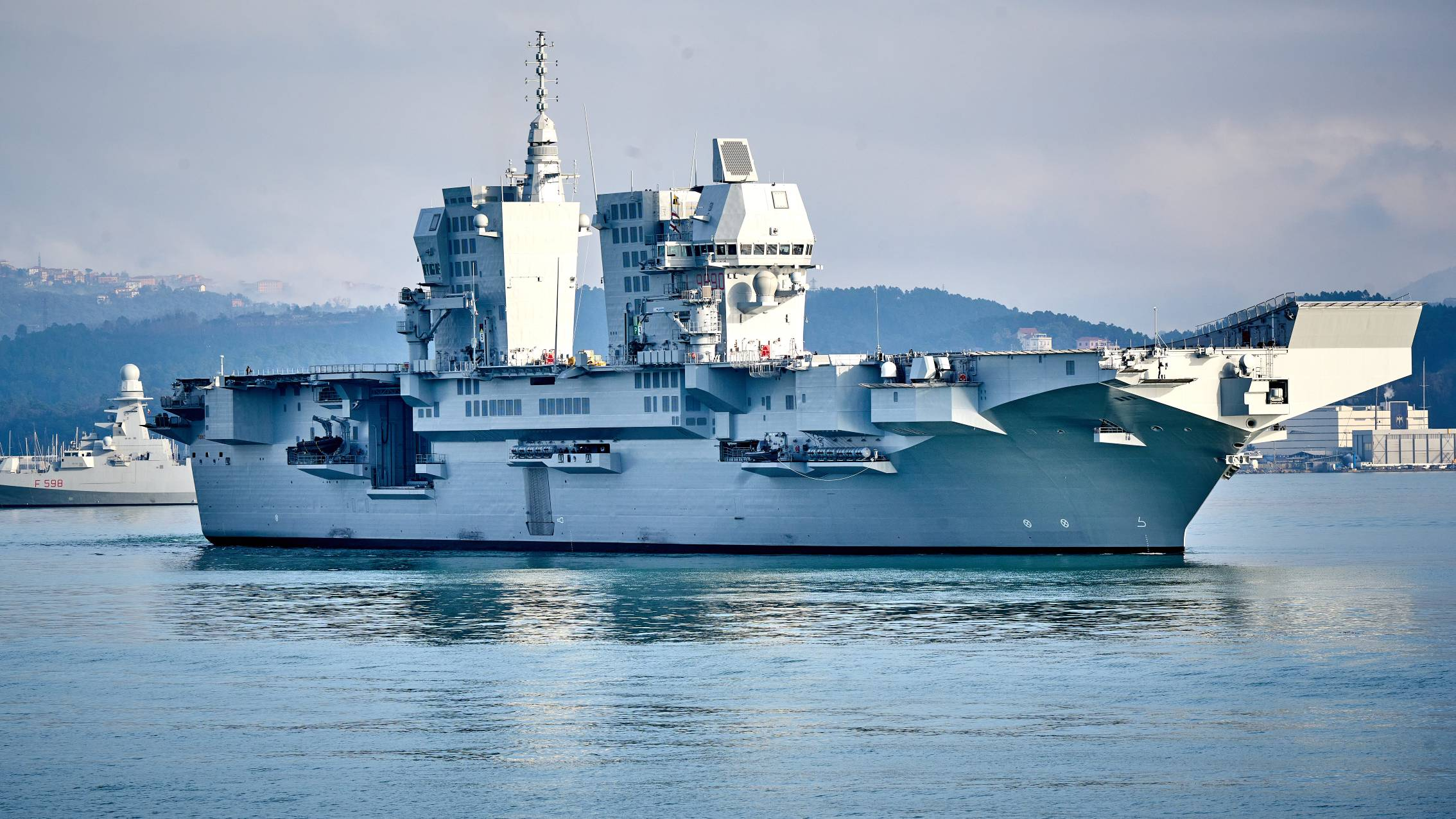
이탈리아 해군이 보유한 3만톤급 트리에스테급 항공모함, 수직이착륙 전투기를 운용할 수 있다.

### 해군력
해군력도 중요한 외교력이다. 중요한 외교력임과 동시에 국제사회에서의 지위를 확인할 수 있는 척도로도 많이 쓰인다. 워싱턴 군축 회의에서도  미국 :  영국 :  일본 함대 총톤수를 5:5:3으로 맞추자고 했을 때도,  프랑스,  이탈리아는 1.33였다. 프랑스가 1차 세계대전의 피해가 막심해서 국력에 훼손이 많이 간 상태였다지만, 세계 강대국 프랑스와 국제사회에서 동등한 조치를 받았다. 현재에도 이탈리아는 세계 10위권의 해군력을 갖고 있다. 20세기 전반기 미국,영국,일본,프랑스 다음가는 대우를 받던 이탈리아 해군은 냉전기 동안에도 유럽의 한 축을 맡았던 해군였으며, 21세기 초반에는 미국,일본,영국,프랑스,러시아,인도 다음가는 8위 해군력을 가졌다. 항공모함도 보유해서 지구 반대편에 군사력을 투사할 수 있는 군사적 기능도 있다. 3만톤급 트리에스테급 항공모함은 수직이착륙 전투기를 보낼 수 있다. 이탈리아와 독일은 일본과 달리 군대를 갖고 있고, 군대 속의 경찰인 헌병도 갖고 있다.

## 인도
인도는 강대국이다. 1인당 GDP가 낙후되어 강대국으로는 잘 분류되지 않는다. 인도는 세계 경제력 4위이며, 군사력은 세계 8위에 드는 강력한 나라이다. 그러나 인도는 국가 시스템에 미흡한 모습이 많이 보이긴 하나, 델리 대학교는 세계적인 명문대로 인정받고, 인도는 세계적으로 인정받는 수학자들을 많이 배출한다. 수학하고 연관된 컴퓨터와 IT 산업도 인도계가 강하며, 미국의 IT 회사들도 인도계 미국인이나 인도인들이 이끌고 있는 경우가 많아, 인도계가 미국에서 모든 인종 중에서 제일 평균 소득이 부유한 민족이다.

## 비고
- 인도는 구매력 GDP로는 세계 3위이다. 명목 GDP로는 세게 5위권에 든다.
- 이탈리아는 세계 경제 8위권에 든다.
- 국제사회가 인정한 핵 보유국은 상임이사국 5개국 뿐이다. 인정받지 못했지만 사실상 보유하고 있는 국가는 이스라엘,인도,파키스탄,북한 4개국이다.
- 학계에서 강대국으로 인정받고, G7 일원인  일본,  독일은 세계 5위권 경제대국이나, 상임이사국이 못 되고 있다.
- 인도 역시 세계 5위권 경제대국이고, 국력이 강대국의 범주에 드러섰지만, 상임이사국이 못 되고 있다.
- 러시아는 문화력과 경제력이 강대국의 기준에 훨씬 못 미치는 형편없이 낮은 수준이나, 핵 보유량이 7,000기고 우주를 포함한 자연과학 기술과 상임이사국 지위도 있다.
- 브라질은 세계 5위의 거대한 영토를 가진 영토부국이며 2억명의 인구를 가진 대국이나, 경제력 순위는 9위권에 머무는 애매한 경제력을 가졌다.
- 독일, 일본 외에 상임이사국이 아닌 G7 강대국은  이탈리아가 있다.
- 캐나다는 G7의 일원이지만 상임이사국은 아니다,  강대국의 최소 범주에도 들어가지 않고, 지역강국(Regional Power)에도 속하지 않는 중간국(middle power)으로 본다.

## 같이 보기
- 강대국
- 이탈리아
- 지역 강국